# Vektor (járványtan)

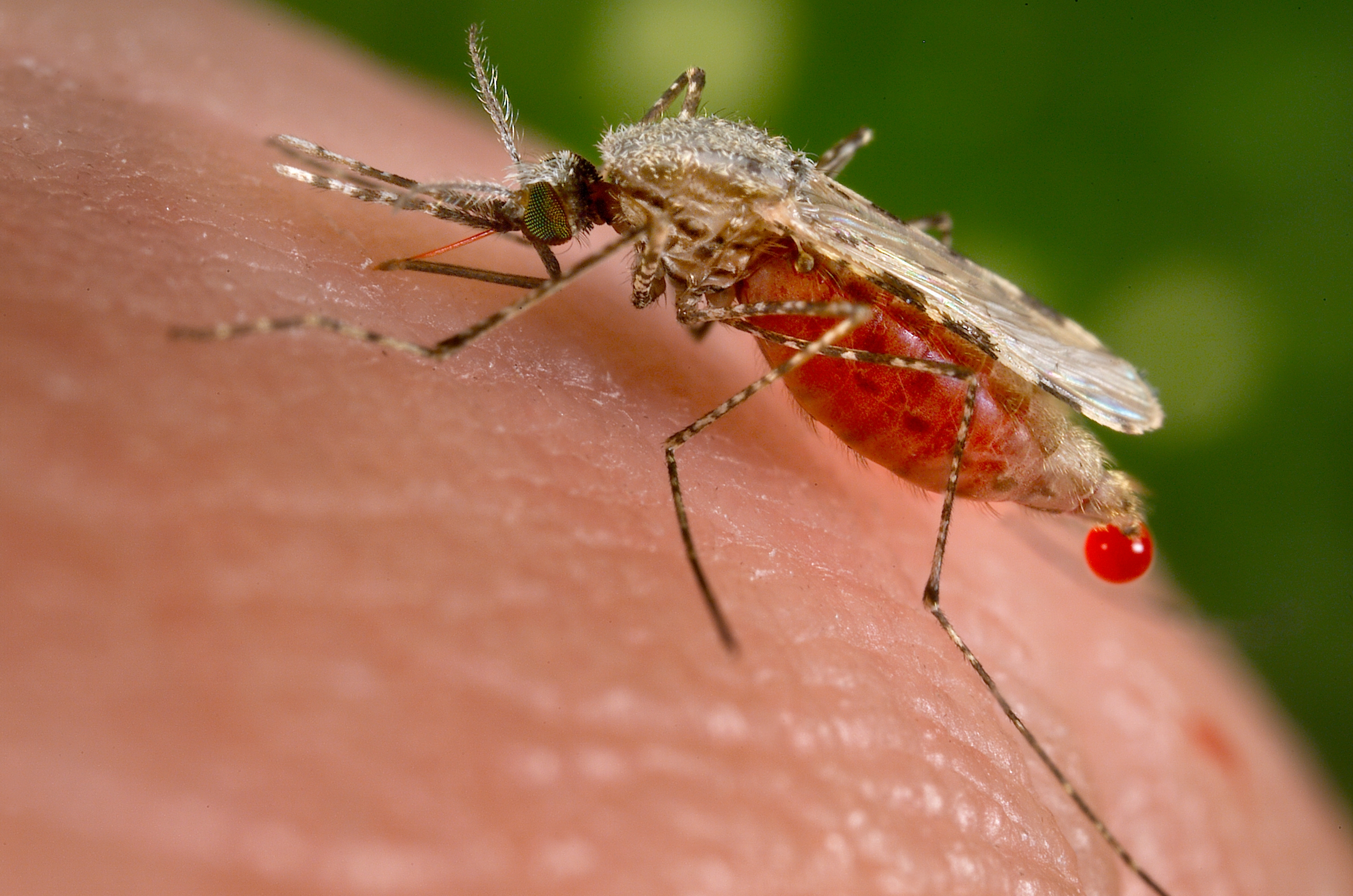
A moszkitó a malária fertőzési vektora.

A járványtanban a vektor egy fertőző ágenst hordozó, annak átvitelét megvalósító élőlény. A vektor viszi át a fertőzést az egyik gazdaélőlényről a másikra. A legismertebb vektorok közé tartoznak az ízeltlábúak és a háziállatok. A vektor a parazita terjesztéséhez és fejlődési ciklusához egyaránt szükséges lehet.

## Ízeltlábú vektorok

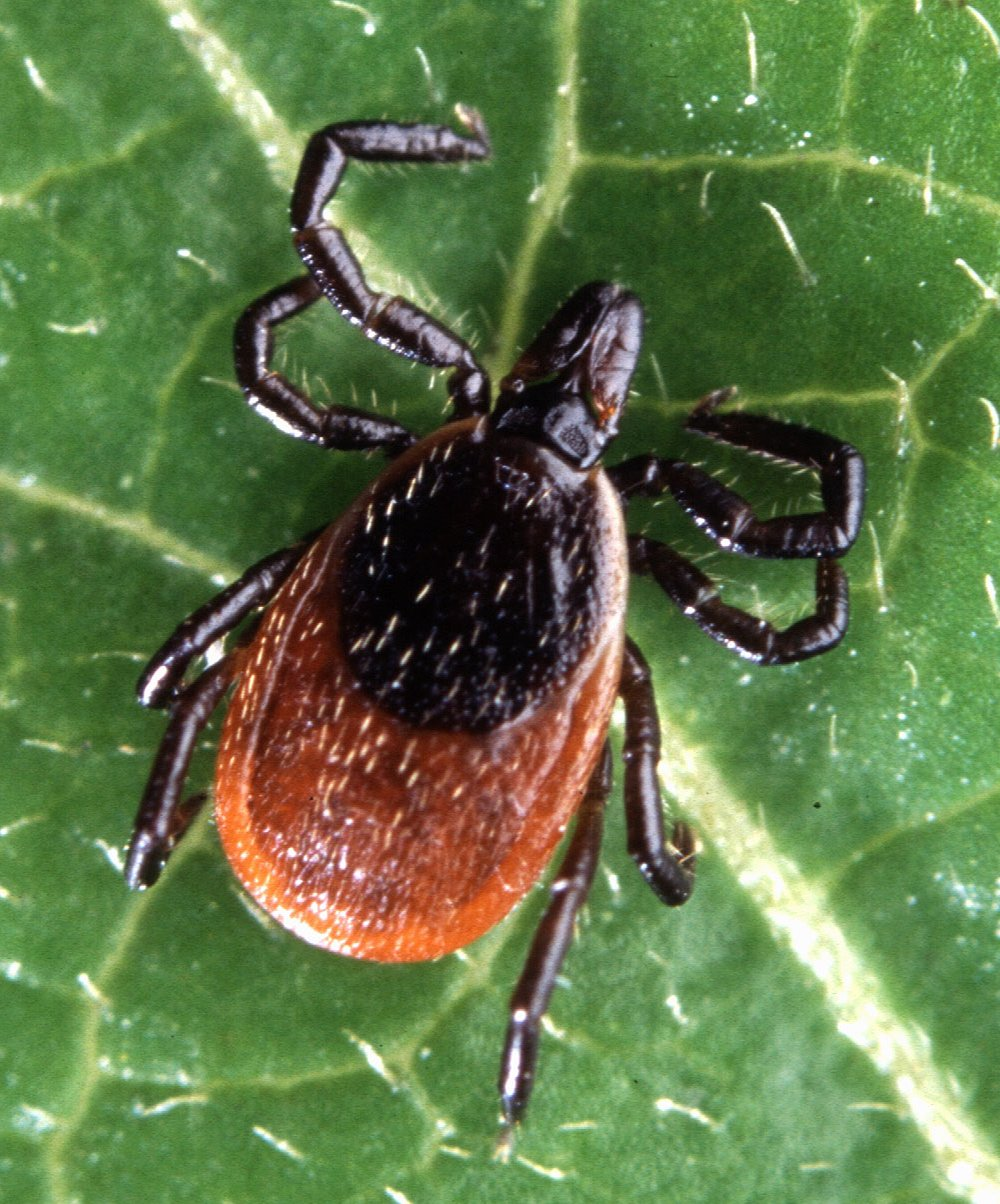
Ixodes scapularis („szarvaskullancs”), a Lyme-kór vektora

Az ízeltlábúak a betegségek vektorainak egy nagy csoportját alkotják, a moszkitók, legyek, kullancsok, bolhák, tetvek, atkák, evezőlábú rákok számos faja terjeszt betegségeket. Sok közülük vérszívó (hematofág), azaz vérrel táplálkozik életének valamely szakaszában. Amikor a rovar vért szív, a parazita belép a gazda véráramába. Ez többféleképpen történhet. Az Anopheles-moszkitó – a malária, a filariasis és más arbovírusok hordozója – finom szájszervét a bőr alá helyezi és megkezdi a táplálkozást a gazda vérével. A moszkitó által hordozott élősködők általában a (gazda érzéstelenítésére szolgáló) nyálmirigyek alatt helyezkednek el. Így a paraziták közvetlenül a véráramba jutnak. Más fajok (pl. pelyhes muslicák, púposszúnyogok) az elroncsolt szövetek közül kiömlő vért kis tócsák formájában szívják fel; ezeknél a rovar nyála felelős a fertőzés továbbításáért.  A Triatominae alcsaládba tartozó rablópoloskák táplálkozás közben ürítenek is, és az exkrementum tartalmazza a Chagas-kórt okozó Trypanosoma cruzi parazitákat, amiket a gazda a fájdalom és irritáció hatására véletlenül morzsol a nyílt sebbe.

## Példák vektorokra
- Bolhák, különösen az emberbolhák (Pulex, Xenopsylla nemek) terjesztik a bubópestist.
- Az Anopheles nem moszkitói terjesztik az emberi maláriát.
- Az Aedes-moszkitók fertőzési vektorai a madármaláriának, a Dengue-láznak, a sárgaláznak és a chikungunya-láznak.
- A cecelégy több neme terjeszti az álomkórt.
- A Triatominae alcsaládba tartozó rablópoloskák viszik át a Chagas-kórt.
- Az Ixodes nembe tartozó kullancsok terjesztik a Lyme-kórt és a babesiosist (Babesia-fertőzést).
- A Phlebotominae alcsaládba tartozó lepkeszúnyogok vagy pelyhes muslicák viszik át a leishmaniasist, a bartonellosist, a kala-azart vagy dumdumlázat és a pappataci-lázat.
- Kullancsok és tetvek számos faja terjeszti a Rickettsia-baktériumokat.
- az evezőlábú rákok közé tartozó Cyclops nem terjeszti az érzékpálcás fonálférgek közé tartozó medinaférget (Dracunculus medinensis).

## Fordítás
- Ez a szócikk részben vagy egészben a Vector (epidemiology) című angol Wikipédia-szócikk ezen változatának fordításán alapul.  Az eredeti cikk szerkesztőit annak laptörténete sorolja fel. Ez a jelzés csupán a megfogalmazás eredetét és a szerzői jogokat jelzi, nem szolgál a cikkben szereplő információk forrásmegjelöléseként.